# Wikariat apostolski San Andrés i Providencia

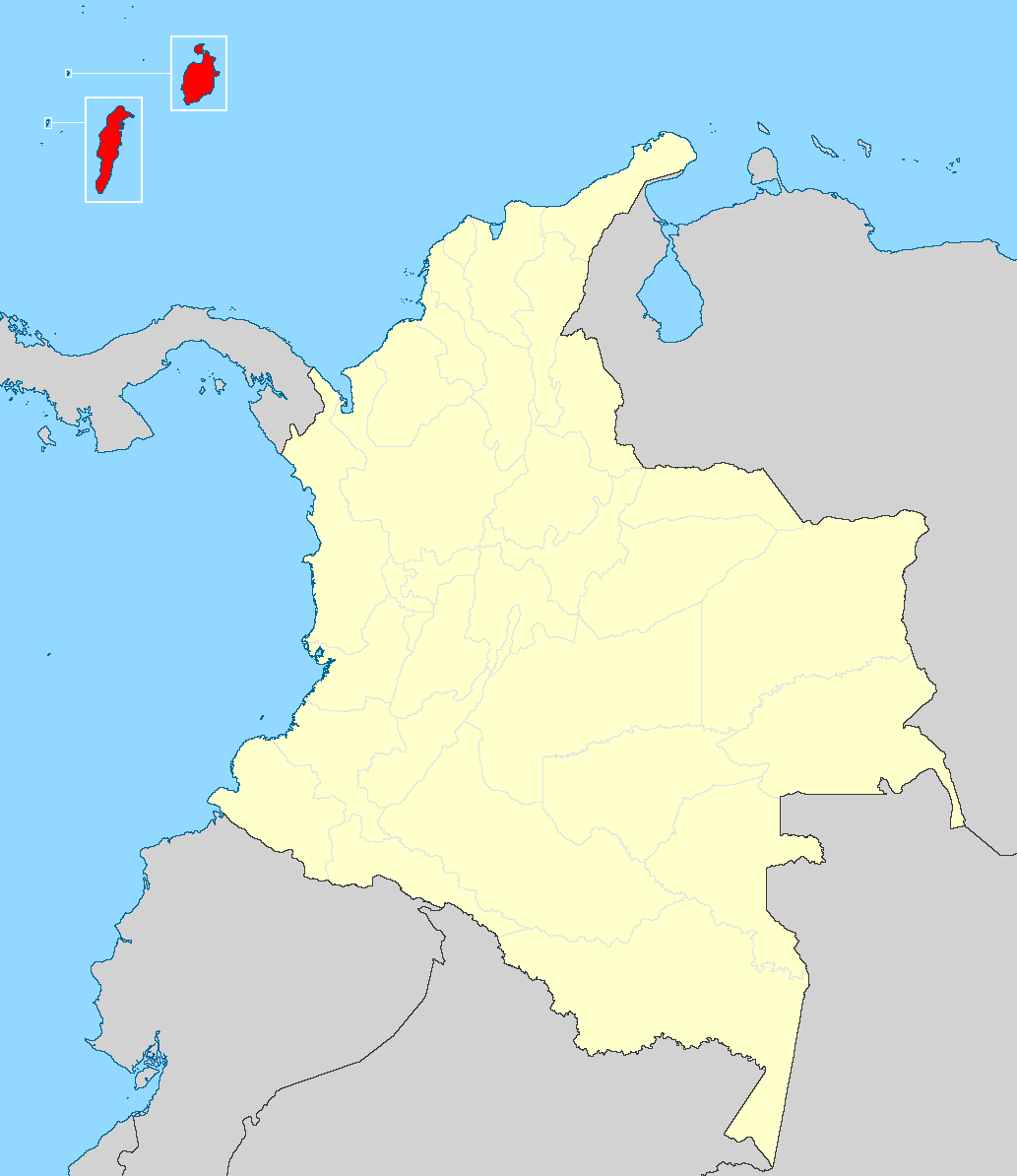
Położenie wikariatu na mapie Kolumbii

Wikariat apostolski San Andrés i Providencia – (łac. Apostolicus Vicariatus Sancti Andreae et Providentiae, hiszp. Vicariatos Apostólicos de San Andrés y Providencia) – rzymskokatolicki wikariat apostolski ze stolicą w San Andrés, w Kolumbii.
Wikariat apostolski obejmuje departament San Andrés i Providencia – kolumbijskie wyspy położone na Morzu Karaibskim.
W 2022 na terenie wikariatu apostolskiego pracowało 4 zakonników i 9 sióstr zakonnych.

## Historia
Katolicyzm był obecny na archipelagu w czasach kolonialnych, nie była tu jednak prowadzona ciągła praca misyjna. Ta rozpoczęła się w 1900, gdy przybył tu pierwszy kapłan katolicki ks. Albert Stroebelle – Niemiec pracujący w Stanach Zjednoczonych. Na wyspach zastał działających od 16 lat baptystów. Na zaproszenie jednego z baptystycznych pastorów, wygłosił kazanie w Wielki Piątek, po którym cała wspólnota zboru na czele z pastorem przyjęła katolicyzm, tworząc pierwszą parafię.
Rozwój misji spowodował prośbę arcybiskupa Cartageny Pietro-Adamo Brioschiego do Stolicy Apostolskiej o wydzielenie archipelagu z archidiecezji z powodu jego znacznego oddalenia. 20 czerwca 1912 z mocy decyzji papieża Piusa X erygowano misje "sui iuris" San Andrés i Providencia. Dotychczas tereny nowej misji należały do archidiecezji Cartagena.
14 listopada 1946 misje "sui iuris" San Andrés i Providencia podniesiono do godności prefektury apostolskiej.
5 grudnia 2000 prefekturę apostolską San Andrés i Providencia podniesiono do rangi wikariatu apostolskiego.

## Ordynariusze

### Superiorzy San Andrés i Providencia
- o. James Fitzpatrick MHM (1912 – 1920)
- o. Riccardo Turner MHM (1920 – 1926)
- o. Eugenio da Carcagente OFMCap (23 lipca 1926 – 14 listopada 1946)

### Prefekci apostolscy San Andrés i Providencia
- o. Eugenio da Carcagente OFMCap (14 listopada 1946 – 1952)
- o. Gaspar de Orihuela OFMCap (9 stycznia 1953 – 1966)
- o. Alfonso Robledo de Manizales OFMCap (11 stycznia 1966 – 1972)
- o. Antonio Ferrándiz Morales OFMCap[2] (24 marca 1972 – 10 listopada 1998)

### Wikariusze apostolscy San Andrés i Providencia
- bp Eulises González Sánchez (5 grudnia 2000 – 16 kwietnia 2016)
- bp Jaime Uriel Sanabria Arias (od 16 kwietnia 2016)

## Parafie
- San Andrés:
  - San Judas Tadeo (Sarie Bay)
  - Cristo Salvador (Punta Hansa)
  - El Carmelo (Rock Hole)
  - katedralna Świętej Rodziny (San Andrés)
  - Sagrado Corazón de Jesús (Natania)
  - San Francisco de Asís (La Loma)
  - Santa María Estrella del Mar (San Luis)
  - San José (Sound Bay)
- Providencia:
  - Nuestra Señora de Los Dolores (La Florida)
  - Nuestra Señora del Carmen (San Felipe)[3]